# Perithemis
Genre
Perithemis  est un genre dans la famille des Libellulidae appartenant au sous-ordre des Anisoptères dans l'ordre des Odonates. Ce sont de petites libellules et les mâles ont les ailes ambrées . Le nom vernaculaire du genre est Périthème.

## Liste des espèces[3]
- Perithemis bella Kirby, 1889
- Perithemis capixaba Costa, De Souza & Muzón, 1922
- Perithemis cornelia Ris, 1910
- Perithemis domitia Drury, 1773
- Perithemis electra Ris, 1930
- Perithemis icteroptera (Selys in Sagra, 1857)
- Perithemis intensa Kirby, 1889
- Perithemis lais (Perty, 1834)
- Perithemis mooma Kirby, 1889
- Perithemis parzefalli Hoffmann, 1991
- Perithemis rubita Dunkle, 1982
- Perithemis tenera (Say, 1840) - Périthème délicate
- Perithemis thais Kirby, 1889